# 不審船
不審船（ふしんせん）とは、一般には不審な行動をする船舶全般を指す言葉である。
日本では日本近海でたびたび目撃されている朝鮮民主主義人民共和国（北朝鮮）の工作船や、暴力団関係者による密漁・密輸の疑いのある船舶を指すことが多い。海上保安庁では1963年に最初の不審船を公式確認して以来、2003年までに20件21隻の不審船が出現したことを確認している。

## 北朝鮮の不審船
北朝鮮の工作船は、日朝両国の裏社会を繋ぐ闇の架け橋であり、不審船は、北朝鮮の工作船の代名詞となっている。工作員や土台人の密入国の手段として活用されているほか、麻薬の密輸や日本人拉致に関与した嫌疑が濃厚である。元公安調査庁長官が記者会見において発した談話によれば、暴力団やフロント企業などの反社会的勢力の内部には、すでに工作員や土台人の人脈が張られており、日本の暴力団に麻薬を供給する手段として不審船が使われていると疑われている。
不審船は、北朝鮮の国家意思を帯びた特殊部隊に属しており、搭乗している工作員は出身成分の高い北朝鮮人民の中から選抜される。工作員は、狙撃や撃術をはじめとした各種の戦技に秀でているだけではなく、潜入先の国の国民もしくは永住外国人に成り済ますことができる高度な語学能力を付与されている。
工作船で日本に密入国した工作員は、普段は土台人と呼ばれる関連者に匿われながら模範的な社会人として地域に溶け込んでいるが、本国から命令を下達されると交友関係などを足がかりにヒューミントを行う。工作員には、社会主義的イデオロギーによる理論武装に加えて、「主体思想」によるマインドコントロールが施されているとされる。工作員は、市井の人々とは異なる特異な人生観を保持しているため、拉致や暗殺などの凶悪犯罪でも、祖国のための任務とあらば躊躇なく実行する。日本国内でも土台人と結託しての拉致事件を引き起こし、複数の工作員がインターポールに国際指名手配されている。土台人は、自らの親族が北朝鮮で事実上の人質となっているため、否が応でも北朝鮮の対日有害活動に協力せざるを得ない立場にある。
警察と海上保安庁では、不審船問題について民間人への啓発に努めている。都道府県警察本部では、昭和30年代から沿岸部に所在する警察署が企業や漁民を対象にした啓発を実施してきたが、日本人拉致事件や工作員の密入国を防ぐことは出来なかった。海上保安庁では、北朝鮮の工作船とみられる不審船を目撃した場合は、118番に電話で通報するよう呼びかけている。

## 不審船（北朝鮮船籍）の特徴
本稿では北朝鮮の工作船と見られる不審船について述べる。不審船を発見するための着眼点として、以下の特徴があげられる。
- 日本や中国の漁船に偽装している[2]。
- 短波無線機などによる無線装備の充実をうかがわせる、多数のアンテナを装備している[2]。
- マストに設置されるレーダーの位置を、通常の漁船よりも高い位置にして、日本の巡視船や漁業取締船の接近をいち早く察知して回避行動をすることがある[2][11]。
- 船首に漁具が搭載されていないか、あるいは搭載されていても使用された形跡がない[2]。
- 船内に、外見を日本の沿岸部でよく見かける小型漁船のように偽装した上陸用の小型高速艇を搭載し、船尾にその出し入れ用の観音開き式扉がある。一方、危険な韓国への潜入に際しては、「半潜水艇」という特殊艇を搭載する。韓国においては、スパイ容疑の不審船が逃走を図った場合は、韓国軍が容疑者もろとも不審船を撃沈することになっているからである。
- 灯火を完全に消灯し、工作員は夜陰に紛れて人目につきにくい海岸から密入国を図る。あるいは、過疎地の漁港などに人目を避けるようにして船を接岸させる[12]。
- 船内に武器を隠匿している[8]。自沈した工作船を引き上げた調査では、自動小銃に加え、対空火器や対戦車兵器を含む多数の武器を搭載していた事が明らかになった[8]。
- ロシアなどの諸外国から導入した強力なディーゼルエンジンを搭載しており、同型の漁船と比べて10倍の馬力と2倍の速力を持つ。これにより軍艦と同等以上の高速航行が可能。ただし、海上保安大学校の研究チームが九州南西海域工作船事件の際に引き上げた不審船を検分したところ、波の高さ3メートル以上の悪天候においては速力が大幅に低下するとみられる。
- 工作員や密輸品を受け入れるため、土台人がレンタカーなどの車両で深夜の海岸に乗りつけ、沖合にいる不審船との間で発光信号や携帯電話による通信をすることがある。特に、複数の密入国者の受け入れや覚せい剤の輸送に便利な車両として、保冷車やアルミバンなどの貨物自動車を好んで使用すると言われる。
- 北朝鮮国籍の貨物船が、工作船として使用された疑いもある[11]。

## 主な不審船（工作船）事件

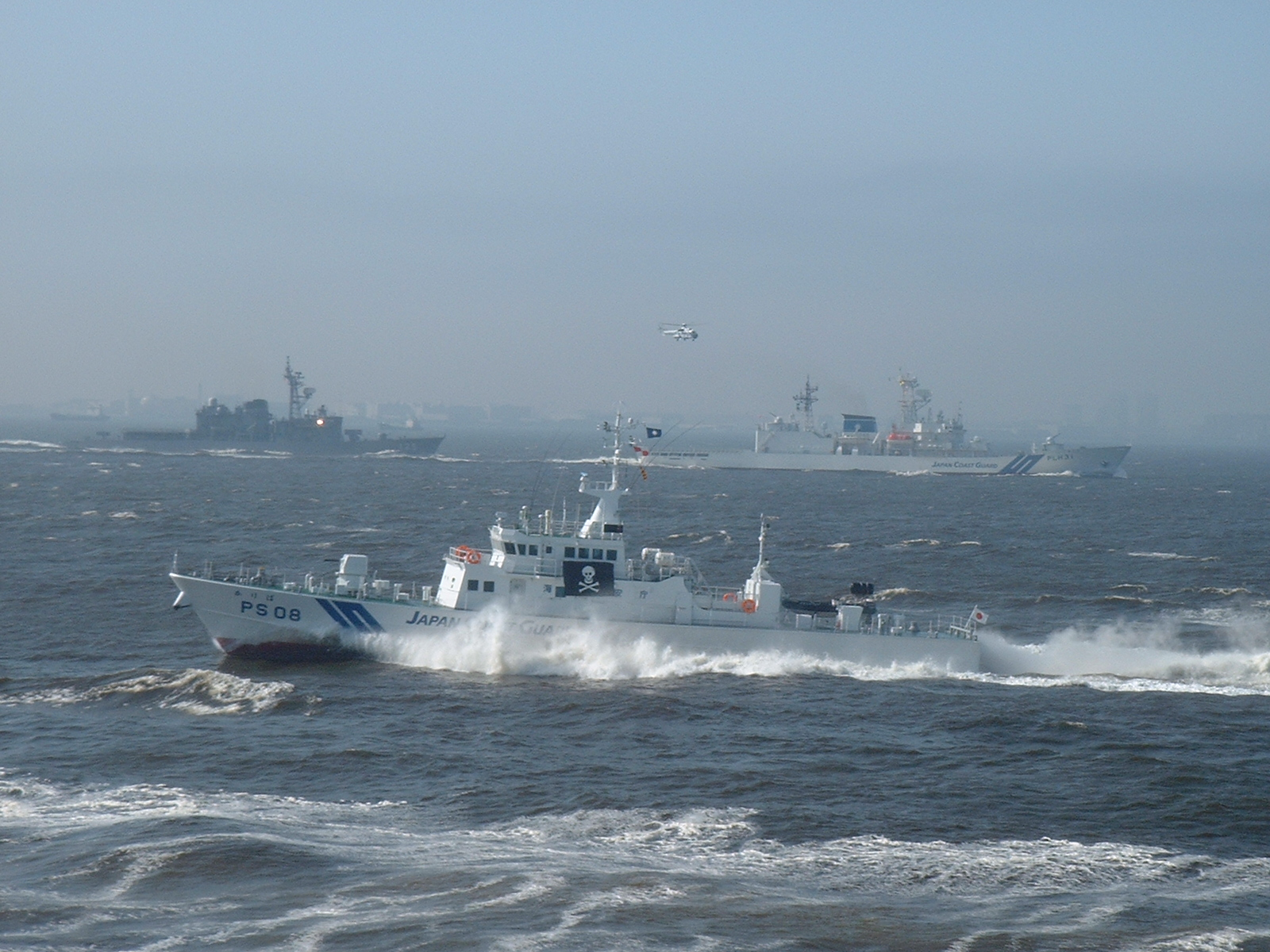
海上保安庁の対工作船訓練

### 新潟日赤センター爆破未遂事件
（1959年12月4日）韓国政府は、日本赤十字社と北朝鮮政府と在日朝鮮人が共同で行おうとした在日朝鮮人の帰還事業を、新潟日赤センターや日本国内の列車、船舶の爆破や要人拉致などのテロ活動によって妨害を図ろうとして、船で工作員を繰り返し日本に密入国させていた。海上保安庁の巡視船に摘発されることもあり、下関沖では沈没事件を起こし死者も出た。死者は韓国国立墓地で顕彰されている。

### 金大中事件
（1973年8月8日）日本滞在中の金大中が大韓民国中央情報部の工作員と在日韓国人によって拉致され、工作船で韓国に連行された事件。この情報はその後の金の証言と矛盾する。金は聞いた韓国語から明瞭に「在日の韓国人ではなく、韓国から来た韓国人」と証言（日本語で）した。

### 能登半島沖不審船事件
（1999年3月23日）日本海の能登半島沖に北朝鮮の工作船と見られる船舶が出没し、これを海上保安庁、海上自衛隊が追跡した。海上自衛隊に事実上の実戦命令（治安出動）である海上警備行動が、初めて発令された。結果的に工作船は取り逃がしたものの、この事件は海上保安庁法改正による船体射撃の現実化と巡視船艇の整備、海上自衛隊の特別警備隊や護衛艦付き立入検査隊の編成のきっかけとなった。

### 九州南西海域工作船事件
（2001年12月22日）九州南西沖の東シナ海に北朝鮮の工作船が出没し、これを海上保安庁および海上自衛隊が追跡した。追い詰められた工作船が海上保安庁の巡視船を銃撃して、巡視船が被弾して海上保安官3人が負傷した。巡視船は直ちに正当防衛射撃を実施して、銃撃戦となった。工作船は銃撃戦の最中に自爆し、一瞬のうちに轟沈した。このとき、工作員は全員が死亡した。

### その他の事件
- 城崎沖不審船事件（1970年4月14日）：城崎沖で巡視船「あさぎり」が底引網漁船に偽装した不審船（15トン程度）を発見[8]。停船命令を無視して北方へ逃げる船を約5時間、220kmにわたり追跡したところ、不審船から自動小銃らしきもので2-3回にわたり銃撃を受け、追跡を断念。乗員は無事、船体に異常なし[18][8]。
- 加賀市沖不審船事件（1971年7月31日）
- 日向灘不審船事件（1985年4月25日-27日）[8]
- 美浜事件（1990年10月28日）：福井県三方郡美浜町の海岸に上陸用小型艇が漂着した事件（詳細は外部リンクを参照）[17]。
- 北朝鮮半潜水艇撃沈事件（1998年12月18日）：韓国領海内に侵入したところを韓国軍の沿岸監視要員に発見された不審船が、韓国海軍の追跡から逃れるために長崎県対馬への侵入を図ったところ、追跡していた韓国海軍によって対馬沖70kmの公海上で撃沈される事件が発生した。後の引き上げ調査で、当該不審船は北朝鮮の半潜水艇と判明した。海上保安庁では、1999年3月までの間、対馬沖の警戒を強化し、対馬や五島列島の住民を対象に防犯指導を実施した。

## 模型化
青島文化教材社のプラモデル、「海上自衛隊 ミサイル艇 おおたか しらたか」（2009年5月発売）には付属品として「不審船」が収録されており、パッケージは「不審船から発砲されて迎撃している」という設定のもとミサイルを発射しているイラストになっている。

### 書籍
- ジンネット北朝鮮問題取材班著,『追跡！！北朝鮮工作船 構造と作戦を完全図解』,小学館,2000年 ISBN 409404471X
- 恵谷治著,『北朝鮮『対日潜入工作」 - 不審船の目的はなんなのか？』,宝島社,2002年 ISBN 4796628975
- 海上治安研究会編,『北朝鮮工作船がわかる本』,2004年,成山堂書店 ISBN 4-425-53091-8

### DVD
- 海上保安協会,『海からの警鐘 工作船事件のすべて - 緊迫の追跡シーンから工作船内の映像まで事件のすべてが今明らかに！』